# Istočnolaponski jezici
Istočnolaponski jezici, istočna grana laponskih jezika iz Finske i Rusije, uralska porodica. Predstavljaju je 6 jezika:
- akkalskolaponski jezik ili akilski, áhkkilsámegiella [sia] (Rusija) †, 100 etničkih govornika (M. Krauss, 1995.)
- inarijskolaponski jezik, u vlastitom jeziku anárašgiella [smn] (Finska), 300 (popis 2001.); 700 etničkih gov. (M. Krauss, 1995.)
- kemskolaponski jezik [sjk] (Finska) †
- kildinskolaponski jezik, ili gjelddasámegiella [sjd] (Rusija) 500 (2007.); 1.000 etničkih gov. (M. Krauss, 1995.)
- skoltskolaponski jezik u jeziku plemena Skolti nuortalašgiella [sms] 400 (popis 2001.), 500 etničkih gov. (M. Krauss, 1995.) (Finska); i 20 (M. Krauss, 1995.), 400 etničkih gov. (M. Krauss, 1995.) Rusija.
- terskolaponski jezik darjjesámegiella ili darjjisápmi [sjt] 10 (2004.), 100 etničkih gov. (Rusija).

## Vanjske poveznice
- Ethnologue (14th)
- Ethnologue (15th)